# Petite-Forêt
Petite-Forêt là một xã ở trong tỉnh Nord ở miền bắc nước Pháp. Xã này có diện tích 4,55 kilômét vuông, dân số năm 1999 là 5251 người. Xã nằm ở khu vực có độ cao trung bình 28 mét trên mực nước biển.